# Hora Mare
Hora Mare románul: Hora Mare, falu Romániában, a Bánságban, Krassó-Szörény megyében.

## Fekvése
Somosréve (Cornereva) mellett fekvő település.

## Története
Hora Mare korábban Somosréve (Cornereva) része volt. 1956-ban 99 lakosa volt.
1966-ban 96 lakosából 95 román volt. 1977-ben 89, 1992-ben 97, a 2002-es népszámlálás adatai szerint pedig 83 lakosa volt.